# Kevin Hoffmann
Kevin Hoffmann (* 6. Juni 1995 in Regensburg) ist ein deutscher Fußballspieler.

## Laufbahn
Hoffmann durchlief bis zur U17 die Nachwuchsabteilung des SSV Jahn Regensburg, anschließend spielte er für Greuther Fürth in der A-Junioren-Bundesliga und erzielte in 43 Spielen sechs Tore. 2014 wurde er in 14 Spielen in der Regionalliga Bayern für die zweite Mannschaft der Fürther eingesetzt (zwei Tore), ehe er im Winter der Saison 2014/15 nach Regensburg zurückkehrte. Mit guten Leistungen in der U-21 empfahl sich Kevin Hoffmann für die erste Mannschaft, bei der er in der Regionalliga-Saison 2015/16 erstmals zum Einsatz kam. Sein Profidebüt feierte er in der 3. Liga in der Spielzeit 2016/17 beim Heimspiel gegen den VfL Osnabrück, sein erster Startelfeinsatz war gegen den 1. FSV Mainz 05 II. Im April 2017 verlängerte er seinen Vertrag beim Jahn und stand somit auch nach dem Aufstieg in die 2. Bundesliga im Kader.
Für die Drittligasaison 2018/19 verliehen die Oberpfälzer den Offensivspieler an den FSV Zwickau, für den dieser 20-mal auflief und am Ende mit der Mannschaft Tabellensiebter wurde.
Nachdem Hoffmann Teile der Saisonvorbereitung mit Regensburg absolviert hatte, wurde er erneut verliehen; der in die Regionalliga abgestiegene VfR Aalen verpflichtete ihn für ein Jahr. Dort wurde er auf Anhieb zum Stammspieler und Leistungsträger; bis zum vorzeitigen Saisonabbruch aufgrund der COVID-19-Pandemie im März 2020 gelangen ihm als zentralem Mittelfeldspieler in 17 Einsätzen vier eigene Tore und fünf Torvorlagen. Im Sommer 2020 kehrte er kurzzeitig nach Regensburg zurück, löste jedoch im September 2020 aufgrund der starken Konkurrenz auf seiner Position seinen Vertrag mit dem Zweitligisten auf und wechselte anschließend fest nach Aalen.
Nach einer weiteren Saison in Aalen, verließ Hoffmann im Sommer 2021 den VfR und schloss sich dem Bayernligisten SV Donaustauf an. Ab August 2023 fungierte er dort als Spielertrainer, trat jedoch im Januar 2024 wieder vom Traineramt zurück. Im Sommer 2024 schloss er sich dem Ligakonkurrenten SV Fortuna Regensburg an.

## Erfolge
- Meister der Regionalliga Bayern 2016 und Aufstieg in die 3. Liga mit Jahn Regensburg
- Aufstieg in die 2. Bundesliga 2017 mit Jahn Regensburg